# マイケル・ド・ラ・ポール (第2代サフォーク伯)

ド・ラ・ポール家の紋章

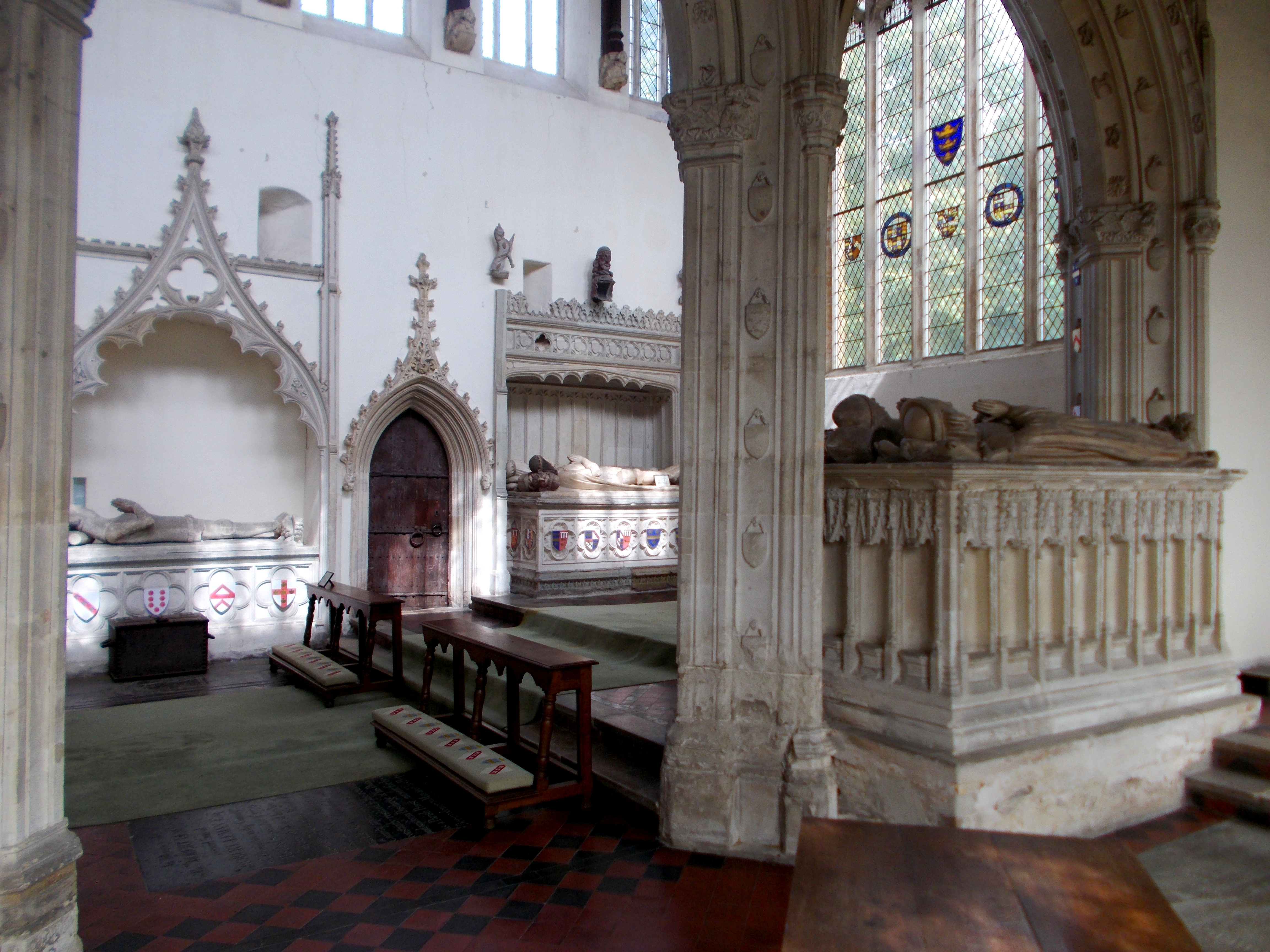
ウィングフィールド教会の聖歌隊席。右手前側にマイケル・デ・ラ・ポールの墓像が見える。

第2代サフォーク伯マイケル・ド・ラ・ポール（1367年 - 1415年9月17日）は、14世紀後半にイングランド王リチャード2世（在位：1377年 - 1399年）と対立し、ヘンリー4世（在位：1399年 - 1413年）を支持したイングランド貴族。1415年のアルフルール包囲戦で死去した。初代サフォーク伯マイケル・ド・ラ・ポールとキャサリン・ウィングフィールド（サー・ジョン・ウィングフィールドの娘）の長男である。

## 生涯
1388年の非情議会で父は反逆罪で告発され、国外に逃亡し、サフォーク伯位と家族の領地を失った。その後10年間、マイケルはこれらの領地を取り戻すために精力的に努力し、父の死後、1389年から1392年の間にその大部分を少しずつ取り戻した。しかし、マイケルが上訴貴族、特にウォリック伯とグロスター公と親密な関係にあったため、リチャード2世はマイケルに対して疑念を持った。しかし最終的に1398年1月に伯位を回復させた。
1399年7月、マイケルはヨーク公の召集に従い、ヘンリー・ボリングブルックから王国を守ったが、ヨーク公の軍隊の解散には反対せず、1399年の夏にリチャード2世の廃位に同意した。ヘンリー4世の最初の議会は、厳密に言えば非情議会の没収を支持した一方で、ヘンリー4世はマイケルからの支援の見返りとしてド・ラ・ポール家の領地と称号を回復した。しかし、マイケルは残りの人生を、回復されなかった残りの領地の所有権の獲得に費やした。
マイケルは国会に定期的に出席していたものの、国政で果たした役割は比較的小さかった。1400年のスコットランド遠征、1405年頃の海軍作戦に参加し、ピサ公会議（1409年）ではイギリスの上級外交官を務めた。マイケルはまた、1412年から1413年の遠征中はクラレンス公の副官を務めた。しかし、イースト・アングリアにおけるド・ラ・ポール家の影響力を回復することにほとんどのエネルギーを費やした。1399年からノーフォークとサフォークの治安判事の役割を引き受け、地元の貴族の間でかなりの支持を集めた。また、サフォークのウィングフィールドで父親の建築計画を引き継ぎ、地元の教会を拡張した。
マイケルは、1415年のヘンリー5世のフランス遠征に40人の兵士と120人の弓兵を連れて行った。マイケルはアルフルールで赤痢のため亡くなり、長男マイケルが後を継いだが、長男マイケルは後にアジャンクールで亡くなった。

## 子女
マイケルは、第2代スタッフォード伯ヒュー・ド・スタッフォードの娘キャサリン・ド・スタッフォードと結婚した。2人の間には少なくとも8子が生まれた。
- マイケル（1394年 - 1415年） - 第3代サフォーク伯
- ウィリアム（1396年 - 1450年） - 初代サフォーク公
- アレクサンダー（1429年没） - ジャルジョーの戦いで戦死
- ジョン（1429年没） - フランスで捕虜として死去。
- トマス（1397年以降 - 1433年） - フランスで兄ウィリアムのかわりに人質となり死去。娘が1人いる。
  - キャサリン（1416年 - 1488年、オックスフォードシャーのローリー修道院に埋葬） - マイルズ・ステープルトンの2番目の妻
- キャサリン（1410年 - 1473年） - バーキング女子修道院長
- イザベル（1466年死去） - 第5代モーリー男爵トマス・ド・モーリーと結婚
- エリザベス - 最初に第2代バーネル男爵ヒュー・バーネルの息子エドワード・バーネルと結婚、2度目にサー・トマス・カーデストンと結婚